# Need for Speed: Underground
Need for Speed: Underground (NFSU) sau (NFSUG) este un joc de curse creat de Ea Black Box și publicat de Electronic Arts. Este primul joc Need for Speed care are propriul său oraș în care toate cursele se fac în respectivul oraș.
NFSUG are și o poveste prin care se parcurge jocul.

## Poveste

Versiunea PC a jocului Need for Speed: Underground.

În joc este vorba despre un jucător care conduce o Acura Integra. El întâlnește o femeie pe nume Samantha, o șoferiță care îl ajută pe jucător să progreseze. Samantha îi prezintă jucătorului pe Eddie, cel mai bun șofer de curse din oraș, precum și mașina lui, un Nissan Skyline GT-R portocaliu. Jucătorul progresează și devine tot mai cunoscut în oraș pe parcursul jocului, și este sunat de Eddie care îi spune că pentru a concura cu el este nevoit să se întreacă cu Samantha și să o învingă. Jucătorul apoi se întrece cu Eddie, iar la urmă se întrece cu Melissa (vechea prietenă a lui Eddie). Câștigând, jucătorul devine prieten cu Melissa.

## Tuning
NFSUG permite jucătorului să își tuneze (modifice) mașina după bunul lui plac. Acest lucru se poate face în meniul "Car Customization".
Jucătorul are posibilitatea de ai crește viteza,accelerația și virarea. Pe lângă asta se poate tuna atât caroseria cât și grafic.

## Coloana sonoră
| Coloana sonoră              | Coloana sonoră                  |
| În timpul curselor          | În timpul curselor              |
| Artist                      | Piesa                           |
| --------------------------- | ------------------------------- |
| Overseer                    | "Doomsday"                      |
| The Crystal Method          | "Born Too Slow"                 |
| Rancid                      | "Out of Control"                |
| Rob Zombie                  | "Two-Lane Blacktop"             |
| BT                          | "Kimosabe"                      |
| Static-X                    | "The Only"                      |
| Element Eighty              | "Broken Promises"               |
| Asian Dub Foundation        | "Fortress Europe"               |
| Hotwire                     | "Invisible"                     |
| Story of the Year           | "And the Hero Will Drown"       |
| Andy Hunter                 | "The Wonders of You"            |
| Junkie XL                   | "Action Radius"                 |
| Fuel                        | "Quarter"                       |
| Jerk                        | "Sucked In"                     |
| Fluke                       | "Snapshot"                      |
| lostprophets                | "To Hell We Ride"               |
| Overseer                    | "Supermoves"                    |
| FC Kahuna                   | "Glitterball"                   |
| Blindside                   | "Swallow"                       |
| În Meniu                    |                                 |
| Lil Jon & the Eastside Boyz | "Get Low"                       |
| Mystikal                    | "Smashing the Gas (Get Faster)" |
| Dilated Peoples             | "Who's Who"                     |
| Nate Dogg                   | "Keep It Comin"                 |
| X-ecutioners                | "Body Rock"                     |
| Petey Pablo                 | "Need For Speed"                |
| T.I.                        | "24's"                          |